# Richard Kruse
Richard Kruse (Londra, 30 luglio 1983) è uno schermidore britannico, specialista del fioretto.

## Biografia
Ha conquistato due medaglie d'argento (2006, 2009) ed una di bronzo (2010) nel fioretto individuale ai campionati europei di scherma.
Ha anche partecipato ai giochi olimpici nel 2004, piazzandosi all'ottavo posto, e nel 2008, giungendo quattordicesimo.

## Palmarès
In carriera ha conseguito i seguenti risultati:
- Mondiali

Wuxi 2018: argento nel fioretto individuale.
- Europei

Smirne 2006: argento nel fioretto individuale.
Plovdiv 2009: argento nel fioretto individuale.
Lipsia 2010: bronzo nel fioretto individuale ed a squadre.
Legnano 2012: bronzo nel fioretto individuale.
Zagabria 2013: bronzo nel fioretto a squadre.
Toruń 2016: bronzo nel fioretto a squadre.